# Wikitravel
Wikitravel is een openinhoudproject met als doel een complete, up-to-date en betrouwbare wereldwijde reisgids te maken op het internet. Het project maakt gebruik van de wikisoftware MediaWiki, die ook door Wikipedia gebruikt wordt. Wikitravel is beschikbaar in 21 talen, onder andere in het Duits, Engels, Frans, Japans, Roemeens, Zweeds en Nederlands. Er zijn plannen voor nog zeven talen, die van start gaan als er voldoende schrijvers voor zijn.
Wikitravel is geen zusterproject van de Wikimedia Foundation. Eind 2012 is Wikitravel echter geforkt naar Wikivoyage dat vanaf de splitsing wel een project van de Wikimedia Foundation is. Redenen voor de afscheiding waren het gebrek aan ondersteuning van Internet Brands en de aanwezige reclame.

## Geschiedenis
Wikitravel is in juli 2003 gestart door Evan Prodromou en Michele Ann Jenkins, mede geïnspireerd door Wikipedia. Om individuen, reisbureaus en anderen toe te staan om gemakkelijker vrije herdrukken van de afzonderlijke pagina's te maken dan wordt toegestaan door de GNU Free Documentation License (gebruikt door Wikipedia in die tijd), maakt Wikitravel gebruikt van de Creative Commons Attribution ShareAlike-licentie (CC BY-SA). Aangezien zowel Wikipedia als Wikitravel nu gelicenseerd zijn onder de Attribution ShareAlike-licentie, kan de inhoud tussen de twee gedeeld worden, zolang aan de licentie-eisen wordt voldaan.
Wikitravel heeft geen vereiste van een neutraal gezichtspunt zoals Wikipedia dat heeft, maar is het geschreven vanuit het oogpunt van een reiziger en in plaats daarvan moedigt het aan om "eerlijk" te zijn.
Wikitravel stimuleert origineel onderzoek in de artikelen en het is dus in het algemeen niet nodig te citeren, maar het vereist wel bijdragen om te voldoen aan de stijlhandleiding om een gemakkelijk herkenbaar en consistente lay-out en uiterlijk te krijgen, en om werving te voorkomen.
Op 20 april 2006 kondigde Wikitravel aan dat zij en World66 - een andere open-content reisgids - waren overgenomen door Internet Brands, een beursgenoteerde onderneming. De nieuwe eigenaar huurde Prodromou en Jenkins in om Wikitravel te blijven beheren als een op consensus gebaseerd project. Ze legden uit dat Internet Brands op de lange termijn van plan was om Wikitravel te blijven richten op samenwerking, objectieve gidsen, terwijl World66 zich meer zou richten op persoonlijke ervaringen en reviews. In reactie kozen veel auteurs van de Duitstalige gemeenschap ervoor om de Duitse Wikitravel te forken, die uitgebracht werd op 10 december 2006 als Wikivoyage. De Duitstalige Wikitravel bleef actief. Op 1 april 2008 voegde Internet Brands Google-advertenties toe op Wikitravel met een opt-out-procedure voor geregistreerde gebruikers.
Op 1 mei 2007 ontving Wikitravel de Webby Award voor beste reiswebsite. Op 16 juni 2008 werd Wikitravel uitgeroepen tot een van de "50 beste websites van 2008" door Time magazine.
Op 3 augustus 2007 startten Prodromou, Jenkins en bijdrager sinds lange tijd Jani Patokallio met Wikitravel Press, een bedrijf dat gedrukte reisgidsen produceert en verkoopt op basis van materiaal bijgedragen aan Wikitravel. De eerste Wikitravel Press-gidsen, Chicago en Singapore, werden officieel uitgebracht op 1 februari 2008. De inhoud van deze gidsen is beschikbaar onder dezelfde Creative Commons Attribution ShareAlike-licentie waaronder het Wikitravel materiaal is gelicentieerd. De Wikitravel handelsmerken zijn in licentie gegeven aan Wikitravel Press, maar er is verder geen verbinding met Internet Brands.
Op 1 januari 2010 werd de inhoud van Wikitravel gemigreerd naar de bijgewerkte Creative Commons Attribution ShareAlike 3.0 licentie.
Na toenemende groei van ontevredenheid over het beheer van Wikitravel door de eigenaar Internet Brands, werd in medio 2012 een voorstel geopperd door de leden van de gemeenschap om hun werk op Wikitravel te forken, wat inhield dat het bewerken van Wikitravel wordt verplaatst en de inhoud wordt verhuisd naar een nieuwe beheerder, wat conform de Creative Commons licentie geheel toegestaan is, en om de inhoud opnieuw samen te voegen met de reiswebsite Wikivoyage. Tevens zou volgens dat voorstel de fuseerde sites worden ondergebracht bij de Wikimedia Foundation, zodat de problemen onder het beheer bij Internet Brands voorbij zijn. 
Internet Brands was tegen deze verhuizing en klaagde twee Wikitravel-medewerkers aan, die beschuldigd werden van schending van het handelsmerk, oneerlijke concurrentie en civiele samenzwering, een actie waartegen verzet kwam van zowel de beide particulieren als de Wikimedia Foundation die de actie afwijzen als een  voorbeeld van een SLAPP-rechtszaak: een zaak zonder plausibele juridische gronden met de primaire bedoeling om af te schrikken, te overweldigen, of om personen in hun volledig legale acties te frustreren.

### Mijlpalen
- 13 december 2005: 10.000 artikelen verspreid over alle taalversies.
- 11 juni 2006: 10.000 artikelen op de Engelstalige versie.
- 29 september 2006: 20.000 artikelen verspreid over alle taalversies.
- 1 mei 2007: Wikitravel wint de Webby Award voor beste reiswebsite.
- 1 februari 2008: publicatie van de eerste gedrukte Wikitravel Press-reisgidsen.
- 16 juni 2008: Time magazine noemt Wikitravel een van de "50 beste websites van 2008".
- 22 november 2008: 20.000 artikelen op de Engelstalige versie.
- 21 augustus 2009: 50.000 artikelen en 50.000 gebruikers verspreid over alle taalversies.

## Afsplitsing door de gemeenschap
In 2012 werd na een lange geschiedenis van ontevredenheid met de Wikitravel-beheerder en eigenaar Internet Brands voorgesteld dat de gemeenschap van Wikitravel hun werk forken (afgesplitst) en het bewerken van Wikitravel en Wikitravel Shared en - samen met de bestaande sites op Wikivoyage - fuseren tot een nieuwe reiswiki die wordt gehost door de Wikimedia Foundation, de eigenaar van Wikipedia en een groot aantal andere non-profit referentiesites op basis van wikigemeenschappen. De ontevredenheid had betrekking op het langdurig slechte beheer, vrijwel geen updates van de site en overmatige monetarisering en reclame, en uiteindelijk interferentie door Internet Brands in de activiteiten van de gemeenschap in strijd met eerdere overeenkomsten en afspraken.
Na een lange discussie door de gebruikers van alle drie de gemeenschappen en opmerkingen van hun respectievelijke hosts, en bevestiging door de Wikimedia Foundation dat zij bereid is een reisproject te hosten als de gebruikers dat willen, besloot de meerderheid van de moderatoren en bureaucraten op Wikitravel om hun bestaande werk te forken naar Wikivoyage.
De inhoud van Wikitravel en de bijbehorende 'Commons' (foto's, video en andere mediabestanden) in alle talen en van Wikitravel Commons zijn gedownload als een databasedump ter voorbereiding van een dergelijke migratie op 2 augustus 2012 en als uitgangspunt voor de bestaande wiki. Forking is een normale of verwachte activiteit in wikigemeenschappen en wordt toegestaan door de Creative Commons-licentie die in gebruik is op sites zoals Wikitravel en ook in de wikisoftware die Wikitravel gebruikt is opgenomen als faciliteit. Internet Brands schakelde deze functie kort na deze datum uit als poging de datamigratie of forking te voorkomen. De gemeenschapdiscussie op Wikimedia eindigde op 23 augustus 2012 met 540 voor en 152 stemmen tegen de oprichting van het reisgidsproject bij de Wikimedia Foundation. De dubbele migratie naar de Wikimedia Foundation vond plaats gedurende oktober en november 2012.
De actieve gebruikersgemeenschap en de bestaande artikelen van Wikitravel gingen toen verder onder de naam 'Wikivoyage' op en.wikivoyage.org als een reclamevrije referentiewebsite zonder winstoogmerk.
In september 2012 diende Internet Brands rechtszaken in tegen twee moderatoren van Wikitravel die werden beschuldigd van inbreuk op het handelsmerk en commercieel wangedrag in de voorstellen met betrekking tot de site. De twee moderatoren en de Wikimedia Foundation wijzen deze zaak af als een voorbeeld van een SLAPP-rechtszaak: een zaak zonder plausibele juridische gronden met de primaire bedoeling om af te schrikken, te overweldigen, of om personen in hun volledig legale acties te frustreren. In 2013 hebben de Wikimedia Foundation en Internet Brands de rechtszaken geschikt.